# Courtney Lindsey
Courtney Lindsey (Rock Island, 18 novembre 1998) è un velocista statunitense.

## Progressione

### 100 metri piani
| Stagione | Misura | Luogo           | Data      | Rank. Mond. |
| -------- | ------ | --------------- | --------- | ----------- |
| 2025     | 9"82   | Eugene          | 1-8-2025  |             |
| 2024     | 9"97   | Zagabria        | 8-9-2024  |             |
| 2023     | 9"89   | Austin          | 9-6-2023  |             |
| 2022     | 10"05  | Lubbock         | 30-4-2022 |             |
| 2021     | 10"15  | College Station | 29-5-2021 |             |
| 2019     | 10"35  | Bowling Green   | 6-4-2019  |             |
| 2018     | 10"44  | Plainfield      | 17-5-2018 |             |

### 200 metri piani
| Stagione | Misura   | Luogo           | Data      | Rank. Mond. |
| -------- | -------- | --------------- | --------- | ----------- |
| 2025     | 19"87    | Eugene          | 5-7-2025  |             |
| 2024     | 19"71    | Nairobi         | 20-4-2024 |             |
| 2023     | 19"85    | Eugene          | 9-7-2023  |             |
| 2022     | 20"15    | Fayetteville    | 30-4-2022 |             |
| 2021     | 20"24    | College Station | 29-5-2021 |             |
| 2020     | 20"77(i) | Lynchburg       | 7-3-2020  |             |
| 2019     | 20"37    | Hobbs           | 18-5-2019 |             |
| 2018     | 20"94    | Plainfield      | 17-5-2018 |             |

## Palmarès
| Anno | Manifestazione  | Sede      | Evento      | Risultato  | Prestazione | Note  |
| ---- | --------------- | --------- | ----------- | ---------- | ----------- | ----- |
| 2023 | Mondiali        | Budapest  | 200 m piani | Semifinale | 20"22       | [ 1 ] |
| 2024 | World Relays    | Nassau    | 4x100 m     | Oro        | 37"40       | [ 2 ] |
| 2024 | Giochi olimpici | Parigi    | 4×100 m     | Finale     | dq          |       |
| 2025 | World Relays    | Guangzhou | 4x100 m     | Argento    | 37"66       |       |

## Campionati nazionali
2023
- Bronzo ai campionati statunitensi (Eugene), 200 m piani - 19"85

2025
- Argento ai campionati statunitensi (Eugene), 100 m piani - 9"82

## Altre competizioni internazionali
2024
- Argento al Doha Diamond League ( Doha), 200 m piani - 20"91
- Argento al Prefontaine Classic ( Eugene), 200 m piani - 20"09

2025
- Argento al Doha Diamond League ( Doha), 200 m piani - 20"11
- Oro al Meeting international Mohammed VI d'athlétisme de Rabat ( Rabat), 100 m piani - 20"04
- Argento al Prefontaine Classic ( Eugene), 200 m piani - 19"87